# 稗田駅
稗田駅（ひえだえき）は、かつて岡山県倉敷市児島稗田町に存在した下津井電鉄下津井電鉄線の駅（廃駅）である。
モータリゼーションの進行による乗客の減少により、1972年（昭和47年）4月1日、茶屋町 - 児島間の区間廃止に伴い、廃止された。

## 歴史
- 1913年（大正2年）11月11日：茶屋町 - 味野町（後の児島）間が開業。同時に琴浦駅として開業する。当初は行き違い列車がないため閉塞の扱いは無し[1]。
  - 当時の所在地表示は岡山県児島郡小田村大字稗田であった。
- 1915年（大正4年）6月17日：行き違い可能駅となり、場内信号機を設置[1]。
- 1920年（大正9年）1月1日：稗田駅と改称される[2]。
- 1928年（昭和3年）11月1日：小田村が児島町と改称し、所在地表示が岡山県児島郡児島町大字稗田となる[3]。
- 1930年（昭和5年）2月11日：閉塞方式を票券閉塞からタブレット閉塞に変更する。福田、稗田、赤崎村、下津井東、下津井の各駅に設置される。
- 1939年（昭和14年）8月18日：駅舎が増改築される。
- 1948年（昭和23年）4月1日：児島市成立に伴い、所在地表示が岡山県児島市稗田となる[4]。
- 1967年（昭和42年）2月1日：倉敷市（第2次）成立に伴い、所在地表示が現行のものになる[5]。
- 1969年度：駅員無人化し、閉塞の取り扱いを廃止[1]。
- 1972年（昭和47年）4月1日：茶屋町 - 児島間が廃止される。それに伴い、稗田駅も廃止となる。
- 1974年（昭和49年）11月：倉敷市による茶屋町 - 児島間の自転車道の整備が完成する。

## 駅構造
相対式ホーム2面2線を持つ地上駅。下りホーム側に駅本屋を、上りホーム側に貨物側線を有していた。

### のりば
| のりば | 路線         | 方向 | 行先             |
| ------ | ------------ | ---- | ---------------- |
| 1      | 下津井電鉄線 | 下り | 児島・下津井方面 |
| 2      | 下津井電鉄線 | 上り | 茶屋町方面       |

## 廃止後

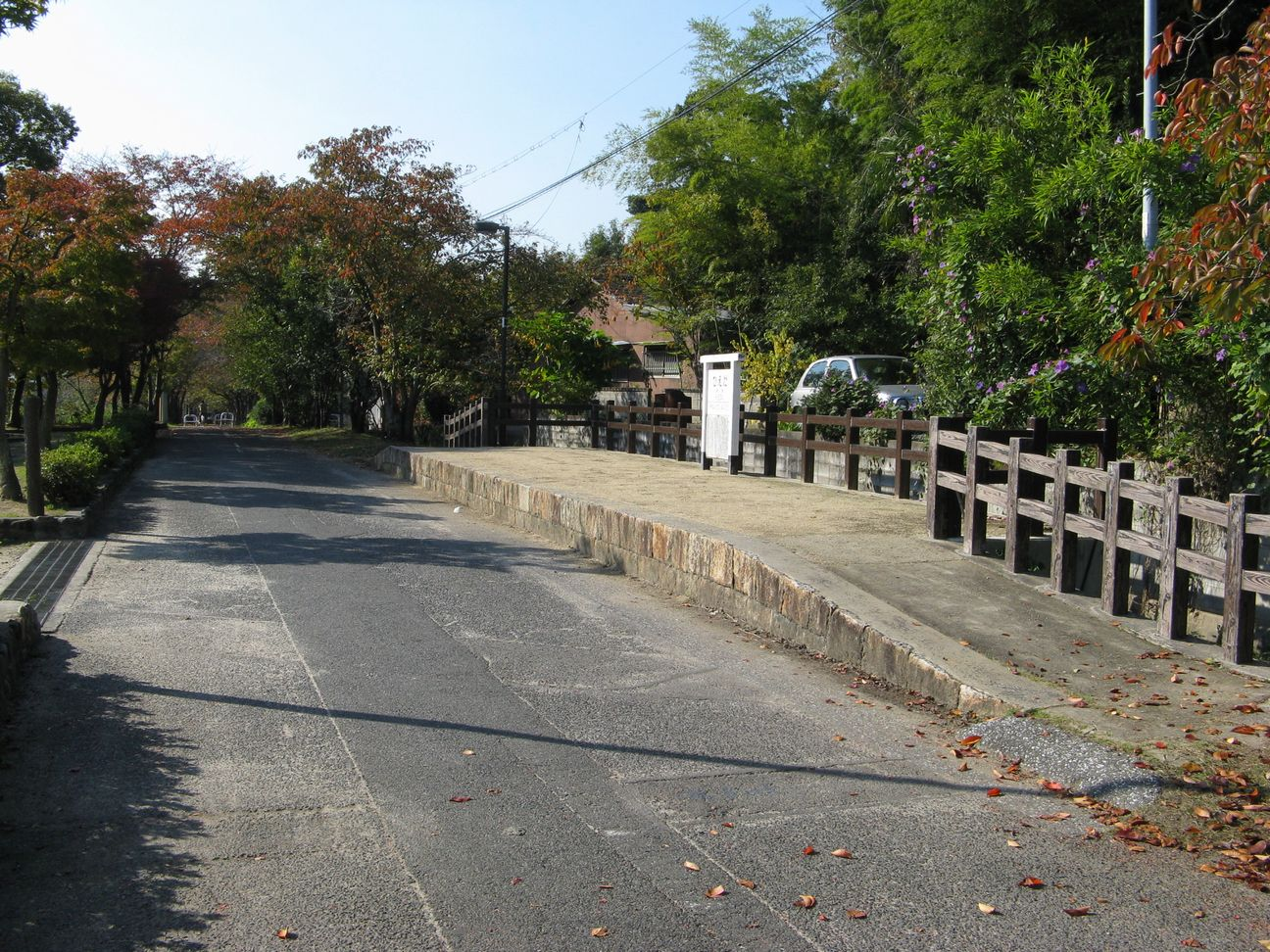
駅跡（2008年11月、自転車道と模擬プラットホーム）

- 廃止区間（茶屋町 - 児島）は、自転車専用道として整備されている。
- かつてのプラットホームは存在しないが、その跡地には模擬プラットホームと模擬駅名看板が復元されている。
- 駅舎跡地は、「稗田さくら公園」として整備されている。

## 隣の駅
下津井電鉄
下津井電鉄線
柳田駅 - 稗田駅 - 福南山駅